# Neves-Stausee
Der Neves-Stausee (auch: Neveser See, italienisch: Lago di Neves) liegt in den Zillertaler Alpen am oberen Talschluss des Mühlwalder Tals bei Lappach (Gemeinde Mühlwald). Er ist umgeben von den Bergen Hoher Weißzint (3371 m), Großer Möseler (3479 m) und Turnerkamp (3418 m). Vor der Einstauung bildete den Talschluss ein weiter, flacher Almboden. Die Staumauer (Typ: Bogenstaumauer) wurde von 1960 bis 1964 errichtet; die Kronenhöhe beträgt 94 m und der Wasserspiegel liegt bei ca. 1860 m.
Der Stausee ist ausgehend von Oberlappach auf einer mautpflichtigen Straße zu erreichen. Die kleine Mautstation befindet sich kurz nach dem Ortsausgang hinter der einzigen Doppelkehre. Die Straße ab der Mautstation ist extrem schmal und bis zu 22 % steil mit engen und kaum überschaubaren Kurven. In der Hauptsaison ist jedoch ein Ampelverkehr ab der Mautstation bis zur Staumauer gewährleistet. Der Höhenunterschied beträgt 1004 m. Es ist besondere Vorsicht wegen Steinschlaggefahr geboten. Am See befindet sich eine größere Zahl an Parkplätzen. Die Staumauer kann von Mai bis Oktober zwischen 7:00 Uhr und 20:00 Uhr begangen werden. Um den See herum führt ein Wanderweg.

## Touren
- Edelrauthütte und Eisbruggjoch ca. 2,5 Stunden
- Pfunderer Höhenweg (Bruneck – Sterzing) gesamt ca. 5–6 Tage
- Neveser Höhenweg ca. 7–8 Stunden
- Hoher Weißzint
- Hochfeiler
- Nevesjoch und Chemnitzer Hütte (Nevesjochhütte), ca. 1,5 Stunden; ab dort Kellerbauer Höhenweg und Stabeler Höhenweg
- Großer Möseler